# Tore Johansson
Tore Johansson, né le 6 novembre 1959, est un réalisateur artistique suédois.

## Biographie
Tore Johansson a commencé sa carrière dans la musique à Malmö en tant que chanteur et guitariste. Comme il n'y avait pas de bons studios d'enregistrement dans cette ville, il a décidé avec des amis d'en bâtir et a créé les Tambourine Studios au début des années 1990. Il s'est ainsi formé en autodidacte au métier de producteur. Après un temps passé en Angleterre au début des années 2000, il est revenu en Suède. Il est surtout connu pour avoir produit presque toute la discographie des Cardigans ainsi que le premier album de Franz Ferdinand.

## Discographie
(en tant que producteur sauf mention contraire)
- 1992 : Eggstone in San Diego d'Eggstone
- 1994 : Emmerdale de The Cardigans
- 1995 : Life de The Cardigans
- 1996 : First Band on the Moon de The Cardigans
- 1997 : Heaven's Kitchen de Bonnie Pink
- 1998 : Good Humor de Saint Etienne
- 1998 : Evil and Flowers de Bonnie Pink
- 1998 : Gran Turismo de The Cardigans
- 2000 : Whiteout de Boss Hog
- 2003 : Present de Bonnie Pink
- 2003 : Smile×Smile de Mayumi Izuka
- 2004 : Franz Ferdinand de Franz Ferdinand
- 2004 : Even So de Bonnie Pink
- 2005 : Oh No de OK Go
- 2005 : Golden Tears de Bonnie Pink
- 2005 : Super Extra Gravity de The Cardigans
- 2007 : Neptune City de Nicole Atkins
- 2008 : Limbo, Panto de Wild Beasts
- 2010 : Dear Diary de Bonnie Pink